# تیم هاوارد (بازیکن هاکی روی چمن)
تیم هاوارد (انگلیسی: Tim Howard؛ زادهٔ ۲۳ ژوئن ۱۹۹۶) بازیکن هاکی روی چمن است.